# Bacurituba
Bacurituba este un oraș în unitatea federativă Maranhão (MA), Brazilia.